# Terrell Myers
Terrell Myers (nacido el 28 de agosto de 1974 en New Haven, Connecticut) es un exjugador de baloncesto estadounidense nacionalizado británico. Mide 1,93 metros, y juega en la posición de alero.

## Biografía
Se formó como jugador en la Universidad Saint Joseph's, un centro universitario jesuita de Filadelfia. Después de un periplo universitario juega durante seis temporadas en la liga inglesa, las cuatro primeras en el Sheffield Sharks y las dos siguientes en el London Towers, equipo desde el que dio el salto a la ACB en la temporada 2003-04. Desde el 98 al 2002 participó en los All Start de la Liga Inglesa y fue ‘Jugador del año’ en la campaña 98-99, quedando campeón de liga en la temporada 99 y de copa al año siguiente, mientras militaba en el Sheffied Sharks.

## Trayectoria
- 1993/97 Universidad Saint Joseph's  Estados Unidos.
- 1997/01 Sheffield Sharks  Reino Unido.
- 2001/03 BBL London Towers   Reino Unido.
- 2003/06 CB Girona  España.
- 2006/07 CB Murcia  España.